# 林之奇
林之奇(1112年—1176年)，字少颖，号拙斋，世称三山先生，福建侯官(今福州市)人。
绍兴二十一年(1151年)，中进士，任莆田主簿。召为秘书省正字，迁校书郎。后提举福建市舶，请祠家居。
林之奇著有《尚书全解》、《春秋、周礼论》、《孟子讲义》、《论语注》、《扬子解义》、《道山纪闻》、《拙斋文集》等。